# Leptoglossus occidentalis
Leptoglossus occidentalis е вид полутвърдокрило насекомо от семейство Coreidae. Произхожда от Северна Америка, но е интродуциран в Европа, включително и в България.

## Разпространение
Leptoglossus occidentalis произхожда от западните части на Северна Америка. През 1950-те години започва да разширява ареала си на изток. През 1999 за първи път е установена в Италия като интродуциран вид и впоследствие се разпространява из по-голямата част от Европа. В България е установена за първи път през 2008 г. и днес е широко разпространен вид у нас.
По-късно е интродуцирана и в Япония,Чили и ЮАР.

## Външен вид
Сравнително голямо полутвърдокрило със средна дължина около 18 mm. Преобладаващият цвят е червено-кафяв. Има характерни листовидно разширени задни пищяли и зигзагообразни бели линии (във формата на „h“) на надкрилията.

### Подобни видове
Leptoglossus е предимно американски род и L. occidentalis е единственият вид от рода срещащ се в Европа. Липсата на близки роднини го прави лесен за разпознаване в Европа.
Camptopus lateralis, Ceraleptus gracilicornis и Gonocerus acuteangulatus приличат донякъде по общ вид, но при тях липсват характерните зигзагообразни бели линии и пищялите са различни на вид.

## Жизнен цикъл
Храни се със семената, листата и цветовете на иглолистни растения – предимно бор и дугласка ела, но също и смърч, кедър, ела и др. Презимувалото имаго излиза през пролетта за да се храни. Женската снася до около 80 яйца в редици по листата на дърветата. Яйцата се излюпват за около 2 седмици и нимфите преминават през 5 възрасти. Новите възрастни се хранят до ранна есен, след което мигрират до места за презимуване – пукнатини на дървета, птичи гнезда, сгради и др. На тези места могат да се скупчат дузини до стотици, а в редки случаи и повече от хиляда индивида – вероятно посредством феромонно привличане.